# 和泉市立横山小学校
和泉市立横山小学校（いずみしりつ よこやましょうがっこう）は、かつて大阪府和泉市にあった公立小学校。

## 概要
市内を南北に流れる槇尾川上流域の横山谷に位置し、旧横山村を校区としていた。児童数は1975年（昭和50年）の705名をピークに減少を続け、2024年（令和6年）5月1日現在では118名となり、市内の小学校の中では南横山小学校（108名）、幸小学校（111名）に次いで少ない人数であった。

## 沿革

### 略歴
明治維新後、日本では近代的な教育制度が導入され、各地に小学校が設立された。堺県では、村々を単位として学区が編成され、それぞれの学区に郷学校本校とその出張所（分校）が設置された。
横山谷の村々は春木川村、久井村、若樫村とともに第十三区に属し、小野田村、父鬼村、内畑村、春木川村には郷学校分校が設置された。横山小学校の前身となる分校は、小野田村の大安寺に設置された。

### 小中一貫校への再編
地域における人口減少とそれに伴う児童数の減少を背景に、学校の数や配置を見直す取り組みが検討され、その一環として施設一体型小中一貫校の導入が進められた。これにより、和泉市立南横山小学校および和泉市立槇尾中学校と統合されることとなり、2025年3月をもって閉校、創立から152年にわたる歴史に幕を下ろした。なお、児童は新設される和泉市立槇尾学園に通学することとなった。

### 跡地利用
閉校後の校舎や体育館は解体される方針となっており、災害時には新設された槇尾学園が指定避難所として機能する。跡地の活用については、民間による施設利用を含め、地域活性化に資する形が理想とされ、民間活用の可能性を探る調査が計画された。和泉市では2024年10月から12月にかけて民間事業者から意見を募る「サウンディング型市場調査」を実施し、2025年2月にその結果を公表した。今後はこの調査結果を踏まえ、利活用の方針や公募条件の整理・検討が進められる予定である。

### 年表
- 1872年（明治05年）05月10日 - 第13区分校として小野田村平安寺に開校。
- 1873年（明治06年）04月 - 泉州39番小学と改称。
- 1874年（明治07年）07月 - 小野田小学と改称。
- 1875年（明治08年）05月30日 - 公立泉州小野田小学と改称。
- 1875年（明治08年）12月 - 福瀬小学を併合。
- 1877年（明治10年）09月 - 北田中村に移転し、横山小学と改称。
- 1882年（明治15年）08月 - 横山小学校と改称。
- 1882年（明治15年）12月 - 坪井小学を併合。
- 1884年（明治17年）05月 - 坪井村に分教場を設置。
- 1887年（明治20年） - 横山尋常小学と改称[8]。
- 1889年（明治22年）04月 - 横山尋常高等小学校と改称。
- 1941年（昭和16年）04月01日 - 横山国民学校と改称。
- 1947年（昭和22年）04月01日 - 横山村立小学校と改称。
- 1956年（昭和31年）09月01日 - 町村合併により和泉市が発足し、和泉市立横山小学校と改称。
- 2025年（令和07年）03月31日 - 閉校[9]。
- 2025年（令和07年）04月01日 - 和泉市立槇尾学園が開校。

※出典が個別に示されていない記述は、学校公式サイト内の「沿革」ページに基づく。

## 教育方針

### 教育目標
主体的な子どもを育てる ～豊かなつながりを育む～

### めざす子ども像
か・が・や・け（かんがえる子、がんばる子、やさしい子、けんこうな子）

## 通学区域
- 北田中町、仏並町、坪井町、小野田町、九鬼町、岡町、福瀬町、善正町、下宮町、南面利町、槇尾山町[11]。

※卒業後は基本的に和泉市立槇尾中学校に進学していた。

## 交通
最寄りバス停は、チョイソコいずみ「405 JAいずみの横山支店」もしくは「407 北田中町公民館」。
- 各バス停下車すぐ。